# سبوغلينة إكمانية
سبوغلينة إكمانية (الاسم العلمي: Siboglinum ekmani) هي نوع من الحيوانات تتبع جنس السبوغلينة من فصيلة سبوغلينات.